# Мориконе
Мориконе (итал. Moricone) — коммуна в Италии, расположена в области Лацио, подчиняется административному центру Рим.
По данным на сентябрь 2017 года население составляет 2577 человек, плотность населения — 118 чел./км². Занимает площадь 20 км². Почтовый индекс — 010. Телефонный код — 0774.
В коммуне 22 августа особо празднуется Успение Пресвятой Богородицы.